# Йеменские евреи

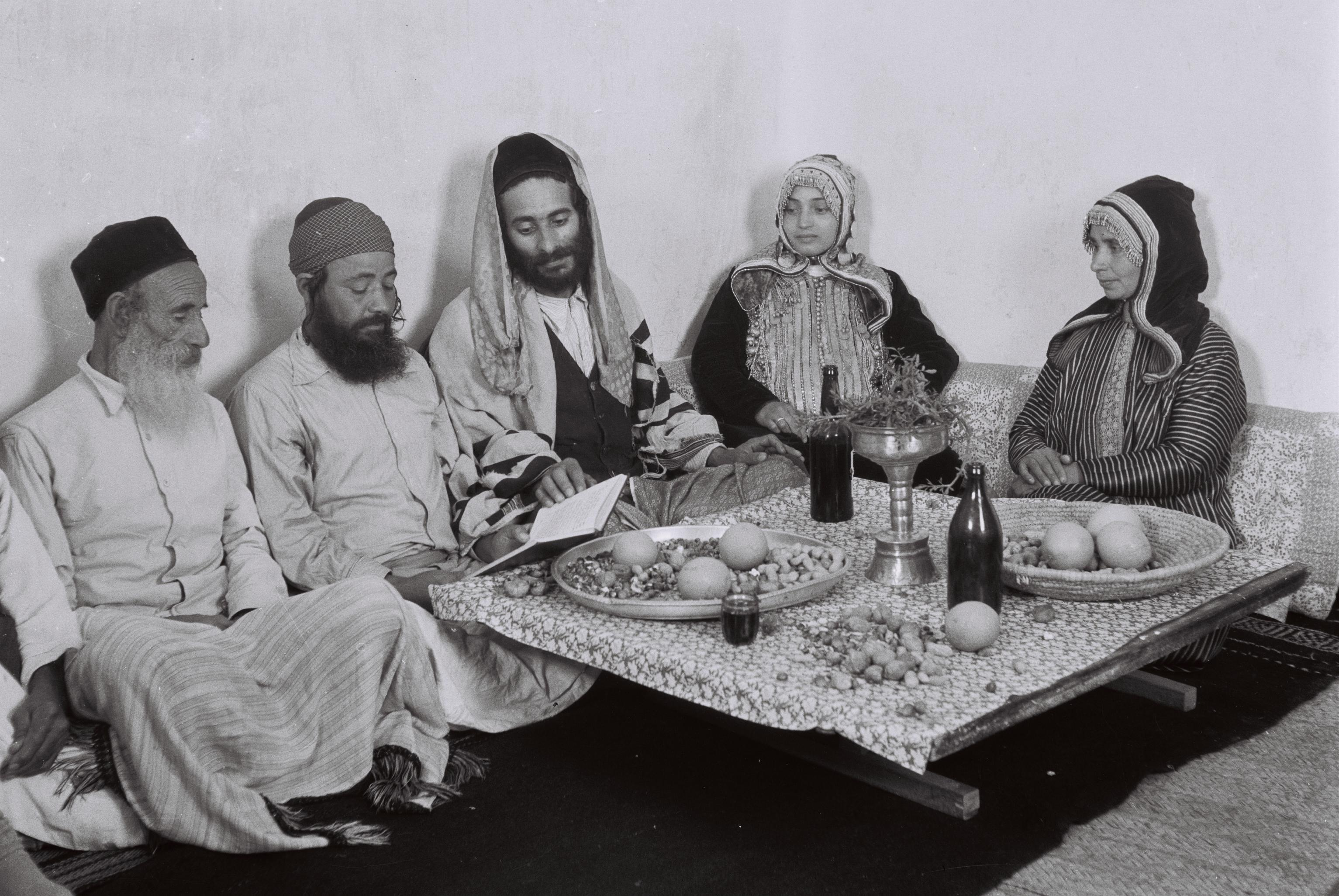
Семья йеменских евреев читает псалмы на шаббат

Йе́менские евре́и (темани́м, теймани́м, ивр. יהודי תימן‎ — «иудеи Фемана»; араб. اليهود اليمنيون‎) — еврейская община, сложившаяся в Йемене, третья по численности после ашкеназов и сефардов.

## История

### Начало еврейского населения в Йемене
Считается, что евреи начали селиться в Йемене до падения Первого Храма. Существуют древние свидетельства присутствия еврейской общины, начиная с III века до н. э. до III века н. э.

### Химьяр
Между концом IV века н. э. и 525 годом некоторые из царей Химьяра в йеменском городе Дафар (и основная часть элиты) приняли иудаизм. Это следует из найденных монотеистических надписей, «Книги химьяритов» и таблиц арабских историков Хамзы Исфаханского и Абу-лафиды. По крайней мере два царя совершенно точно упоминаются в этой связи, первым был царствовавший примерно в середине V века Харит ибн Амру, вторым — Зу Нувас Юсуф Асар Ясар (Масрук), правивший в начале VI века.
С появлением ислама евреи Хиджаза были изгнаны из Медины, из оазисов Хайбар, Фадак и других мест их обитания на севере Аравии, а их собственность оказалась в руках местного населения, принявшего ислам. На юге Аравии евреев тогда не выселяли и не пытались силой обратить в ислам, христиане и евреи получили статус «зимми» и платили джизью.

### Ислам и Османская империя
После падения династии Фатимидов в 1185 году усилился исламский фанатизм, и ужесточилась антиеврейская политика. Рамбам послал йеменским евреям «Йеменское послание», в котором выражал поддержку «еврейскому народу в Йемене». В 1174 году Йемен был завоёван Айюбидами, которые (в том числе благодаря Рамбаму) отменили противоеврейские постановления.
В 1545 году Йемен был завоёван османами, и евреи страдали от напряжённости между турками и местными жителями. В 1618 году вышли очередные антиеврейские постановления, евреев изгнали из южного Йемена.
После ухода османов из Йемена (1635) на некоторое время положение евреев улучшилось до прихода имама Ахмеда Ибн-Хасана (правил в 1676—1681 годах), который пытался «очистить» Йемен от евреев. Все евреи были изгнаны в Мавза (в прибрежную красноморскую зону, где свирепствовала влажная жара и малярия); синагоги были разрушены. Гонения продолжались 2 года; за это время погибли многие йеменские евреи, многие рукописи, книги и ценные вещи пропали.
В 1872 году Йемен снова был захвачен Османской империей. Технологический прогресс (телеграф, почта, дороги) облегчил поток идей, писем, газет и книг между Йеменом и остальным еврейским миром.
Часть йеменских евреев жила в больших городах, в кварталах, обнесённых стеной; остальные жили в более чем 1000 деревнях и городках. Несмотря на то, что евреи жили рассеянно, они сохраняли религиозность.
В основном они занимались ремёслами (мужчины — ювелиры, кузнецы, кожевенники, портные, изготовители пороха, гончары, а также ткачеством, плотницким делом, производством соли и мыла, женщины — вышивкой) и торговлей.
Один из наиболее известных примеров гонения евреев в Йемене — «закон о сиротах», согласно которому любой сирота (в том числе из евреев и христиан) обязан был принять ислам.
Среди йеменских евреев все мужчины умели читать и большинство писать (на еврейско-арабском диалекте (еврейско-йеменский арабский), но еврейским алфавитом); знание иврита было широко распространено.

### Сионизм и репатриация в Израиль

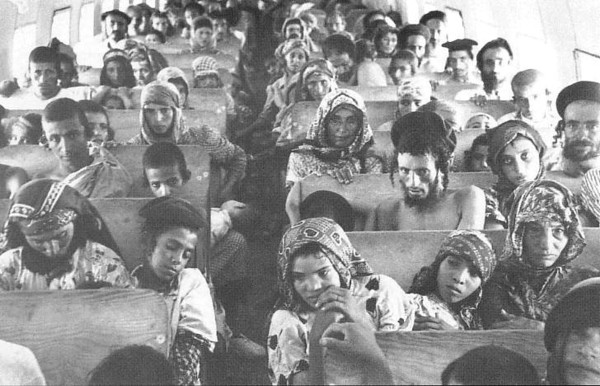
Йеменские евреи в пути из Адена в Израиль

Первая алия йеменского еврейства произошла в 1881—1882 годах. Она вошла в историю под названием עליית אעלה בתמר‎ — ээле бе-тамар, на два месяца опередив алию группы Билу.
До 1914 года в Земле Израиля проживало 3000 йеменских евреев — 8% от всего йеменского еврейства; по сравнению с другими еврейскими диаспорами «йеменцы» репатриировались очень высоким темпом.
Начиная с Первой алии, часть «йеменцев» присоединилась к поселенческому движению, а позднее — и к подпольным еврейским организациям.
В 1918 году йеменские евреи составляли 7% от общего числа евреев Эрец-Исраэль. После Первой Мировой войны репатриация из Йемена усилилась.
В 1947 году в Адене прошли погромы, в результате которых евреи Адена начали репатриироваться в Израиль.
К 1948 году, до основания Государства Израиль, в Израиле проживали 35 000 йеменских евреев — 40% от всего йеменского еврейства (наибольший процент среди еврейских общин). Ещё 4 тысяч пытались попасть в Израиль, но были задержаны британцами, и были отправлены в Аден.
До основания Израиля йеменские власти препятствовали выезду евреев, но после провозглашения государства евреям было разрешено ехать в Израиль.
В это время в Йемене происходили погромы, и власти Израиля организовали операцию «На орлиных крыльях» («Волшебный ковёр») (евреи Йемена пешком двинулись в Аден, откуда их доставляли самолётами в Израиль в 1949—1950), в результате которой 50 000 евреев прибыло в Израиль.
В 1952 и 1954 годах были проведены дополнительные операции, в результате которых ещё несколько тысяч было доставлено в Израиль.
К 1985 году в Йеменской Арабской Республике еврейское население оценивалось в 1,5 тысячи евреев.
В 1992—1993 годах Йемен покинули более тысячи евреев, частично в Израиль, частично в США.
К 2001 году в Йемене оставалось около 200 евреев, в основном ремесленников и мелких торговцев. Самая большая община проживала в городе Амран.
21 марта 2016 в Израиле объявлено, что в результате секретной операции из Йемена вывезены 19 евреев. По заявлению израильских властей, их жизни угрожали хуситы.

## Фольклор

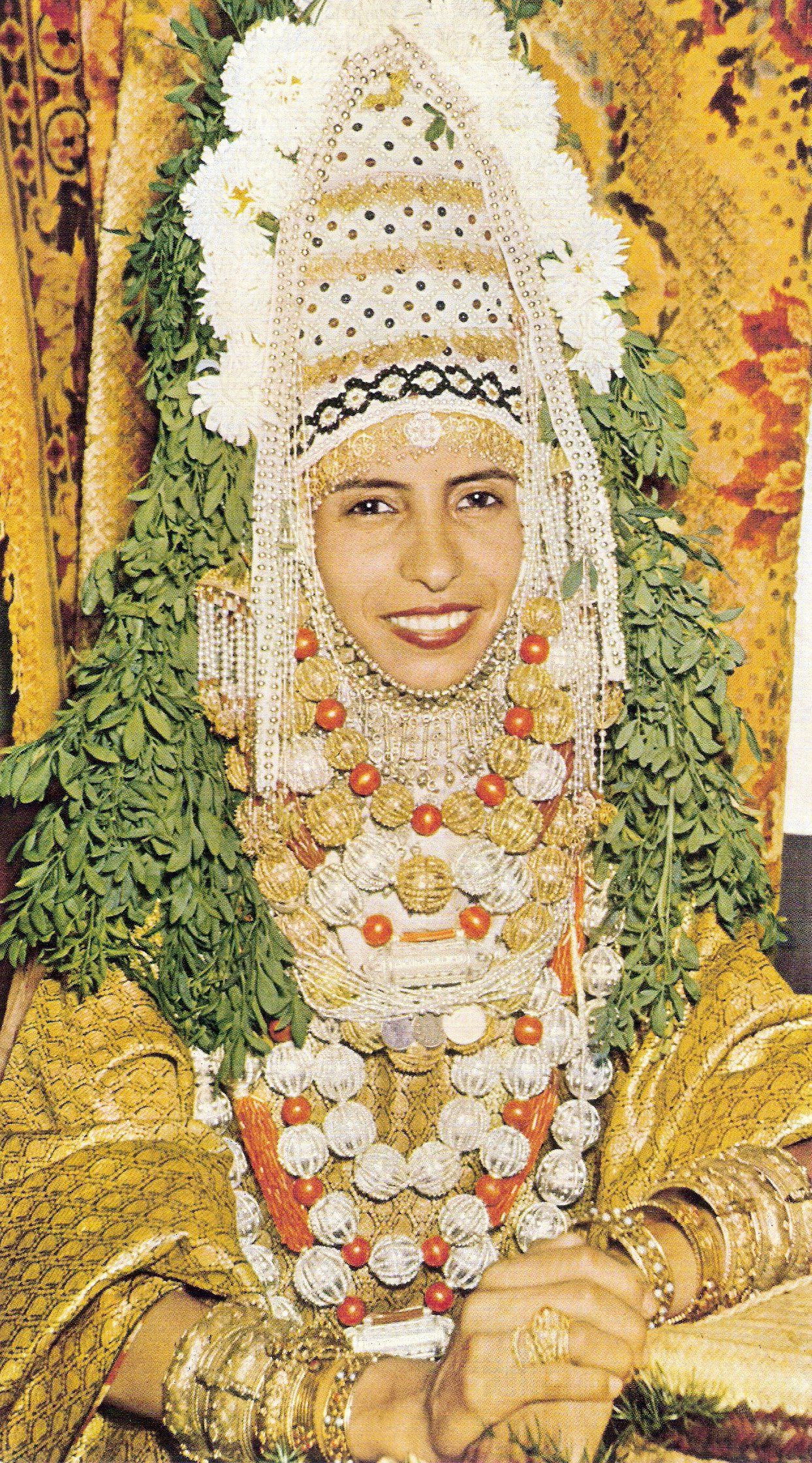
Невеста в традиционном свадебном убранстве йеменских евреев, Израиль, 1958

Культура йеменских евреев — синтез древнееврейских, индийских, персидских и арабских элементов.

### Ювелирное искусство
Ювелирные изделия йеменских евреев получили большую известность: серебряные украшения, предметы культа (их изготовление считалось почётным делом, и им часто занимались раввины-ювелиры). Областью женского творчества являлось изготовление плетеных корзин с замысловатыми геометрическими узорами на крышках.

### Музыка
Музыка йеменских евреев заметно отличается от музыкальной традиции еврейских общин Востока, и её обычно выносят за рамки музыкальной культуры Ближнего Востока. Некоторые специалисты считают, что кантилляция йеменских евреев, несмотря на присутствие в ней вавилонского (багдадского) влияния, несёт следы литургическо-музыкальной традиции периода Второго храма.
Мужские народные песни йеменских евреев поются на иврите и арамейском, женские — на арабском или еврейско-арабском); также они отличаются по содержанию, мелодиям и стилю. Танцы и песни сопровождаются ритмическими хлопками, а также ударами по полым металлическим предметам. Танцевальный и песенный фольклор евреев Хадрамаута несколько отличен от общей традиции йеменских евреев.
По некоторым утверждениям, в йеменских танцах сохранились многие элементы древнего еврейского единоборства Абир.
Музыка и танцы йеменских евреев оказали большое влияние на новейшую израильскую эстраду и хореографию (например, Шошана Дамари, Боаз Шараби, Гали Атари и Офра Хаза).

### Кухня
Приправы и соусы
- хильбе (пажитник, шамбала)[11];
- схуг;
- семне — сливочное масло, смешанное с перцем и чесноком[11];
- хаваедж (хавайадж, хавайдж).

Блюда
- суп из бычьего хвоста;
- джахнун;
- салуф (хубс);
- малауах[12];
- лахух[13].